# Aartsbisdom İzmir

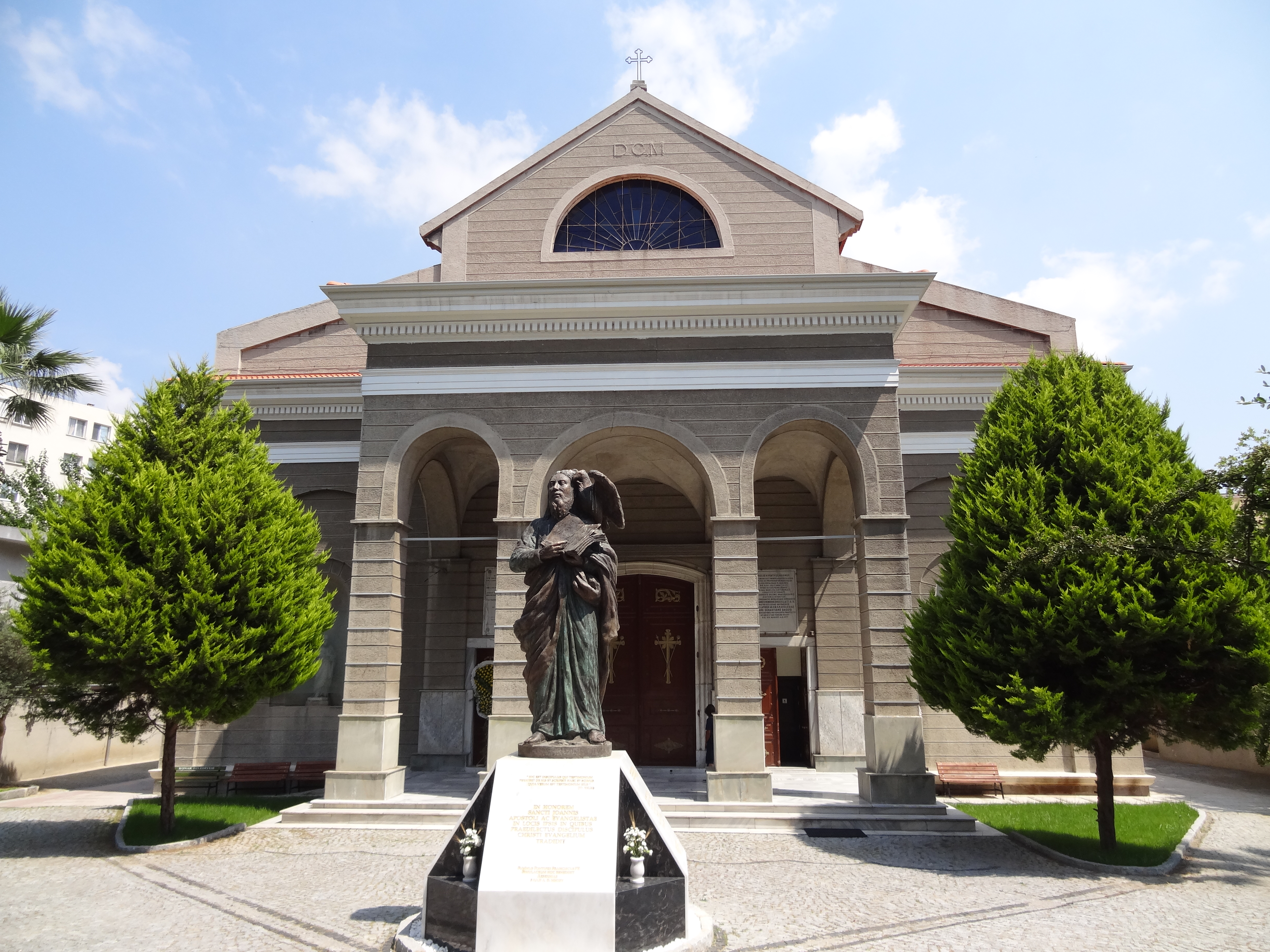
Kathedraal van İzmir

Het aartsbisdom İzmir (Latijn: Archidioecesis Smyrnensis, Turks: İzmir Başpiskoposluğu) is een in Turkije gelegen rooms-katholiek aartsbisdom met zetel in de stad İzmir. De aartsbisschop van İzmir is metropoliet van de kerkprovincie İzmir waartoe verder geen suffragane bisdommen behoren.

## Geschiedenis
De Catalaanse dominicaner monnik Guillelmus Adae is in 1318 bisschop van Smyrna geweest. Op 18 maart 1818 werd het huidige aartsbisdom opgericht.

## Aartsbisschoppen van İzmir
- 1818–1832: Luigi Maria Cardelli OFM
- 1835–1837: Pierre-Dominique-Marcellin Bonamie SSCC
- 1838–?: Antonio Mussabini
- 1862–1878: Vincent Spaccapietra CM
- 1879–1904: Andrea Policarpo Timoni
- 1904–1909: Domenico Raffaele Francesco Marengo OP
- 1909–1920: Giuseppe Antonio Zucchetti OFMCap
- 1921–1929: Giovanno Battista Federico Vallega
  - 1929–1930: Giovanni Battista Dellepiane (Apostolisch administrator)
- 1929–1937: Eduardo Tonna
- 1937–1965: Joseph Descuffi CM
- 1965–1966: Alfred Cuthbert Gumbinger OFMCap
- 1967–1978: Giovanni Enrico Boccella T.O.R.
- 1978-1983: Domenico Caloyera OP
- 1983–2004: Giuseppe Germano Bernardini OFMCap
- 2004–2015: Ruggero Franceschini OFMCap
- 2015-heden: Lorenzo Piretto OP